# The Runner
The Runner é um filme dos Estados Unidos lançado em 2015.

## Sinopse
Num trágico vazamento de petróleo em 2010, em New Orleans, o congressista Colin Price (Nicolas Cage), enfrenta um escândalo sexual devastador que lhe custa o seu lugar no congresso. Mas o evento de mudança de vida também o obriga a reconsiderar e potencialmente, alterar seu estilo de vida.

## Elenco
| Ator              | Papel       |
| ----------------- | ----------- |
| Nicolas Cage      | Colin Price |
| Ciera Payton      | Lucy Hall   |
| James Moses Black |             |
| Sarah Paulson     | Kate Haber  |